# 盘基网柄菌

盤基網柄菌的生命週期

盤基網柄菌（Dictyostelium discoideum）是一種原生生物，屬於黏菌的一種。經常用來作為科學研究所用的模式生物。這種生物帶有6個染色體，基因組大小約34Mb，其中約有8000到10000個基因。

## 自然棲息地和食物
在野外，盤基網柄菌可以在土壤和潮濕的落葉中找到。 它的主要食物包括細菌，例如在土壤中發現的大腸桿菌，和腐爛的有機物。 盤基網柄菌的單核變形蟲會吃在其自然棲息地中發現的細菌，其中包括溫帶落葉林土壤中和腐爛的樹葉中。

## 生命週期和繁殖

### 營養階段
盤基網柄菌的生命週期始於成熟的Sorocarp（子實體）釋放孢子。 在溫暖潮濕的條件下，粘菌阿米巴從孢子中孵化出來。 在它們的營養階段(vegetative stage)，粘菌變形蟲 (myxamoebae )以細菌為食，通過有絲分裂進行分裂。 細菌分泌葉酸，吸引粘菌變形蟲 。 當細菌供應耗盡時，粘菌變形蟲進入聚集階段(aggregation stage)。

### 聚集階段
在聚集過程中，飢餓會引發蛋白質化合物的產生，例如糖蛋白和腺苷酸環化酶。 糖蛋白允許細胞間黏附，腺苷酸環化酶產生环腺苷酸(cAMP)。 环腺苷酸由變形蟲分泌，以將相鄰細胞吸引到中心位置。 當它們向信號移動時，它們相互碰撞並通過使用糖蛋白粘附分子粘在一起。

### 移動階段
一旦變形蟲形成緊密的聚集體並且細長的細胞堆傾斜平躺在地面上，移動階段(migration stage)就開始了。 變形蟲作為一種運動的多細胞體的假瘧原蟲()一起工作，也稱為蛞蝓(slug)。 蛞蝓長約2-4毫米(mm)，由多達100,000個細胞組成， 並且能夠通過在蛞蝓移動的前部細胞中產生纖維素鞘來移動。當它向光、熱量和濕氣等引誘物僅向前移動時，該鞘的一部分會留下一條粘糊糊的痕跡。环腺苷酸和一種稱為分化誘導因子的物質，有助於形成不同的細胞類型。  蛞蝓分化成前柄細胞(prestalk cells)和前孢子細胞(prespore cells)，它們分別移動到前端和後端。 一旦蛞蝓找到合適的環境，蛞蝓的前端形成子實體的莖，後端形成子實體的孢子。 最近才發現的前部樣細胞也散佈在蛞蝓的整個後部區域。 這些前部狀細胞形成子實體的最底部和孢子帽。 在蛞蝓安頓到一處後，後端展開，前端抬高，形成所謂的“墨西哥帽”，子實體形成期階段(culmination stage)就開始了。

### 子實體形成期階段
前莖細胞和前孢子細胞在子實體形成期階段交換位置，形成成熟的子實體。 墨西哥帽的前端形成一個纖維素管，允許更多的後部細胞從管外向上移動到頂部，而前柄細胞向下移動。  這種重排形成子實體的莖，由蛞蝓前端的細胞組成，蛞蝓後端的細胞在頂部，現在形成子實體的孢子。 在這個8到10小時的過程結束時，成熟的子實體完全形成。 這個子實體高1-2毫米，現在能夠通過釋放成熟的孢子重新開始整個循環，這些孢子會變成粘菌變形蟲 (myxamoebae )。

## 用作模式生物
因為它的許多基因與人類基因同源，但它的生命週期很簡單，所以盤基網柄菌通常被用作模式生物。 它可以在有機體、細胞和分子水平上觀察到，主要是因為它們的細胞類型和行為數量有限，而且生長迅速。  它用於研究細胞分化、趨化性和細胞凋亡，這些都是正常的細胞過程。 它還用於研究發育的其他方面，包括細胞分選、模式形成、吞噬作用、運動性和信號轉導。  在其他模式生物中，這些過程和發育方面要么不存在，要么難以觀察。 盤基網柄菌與高等後生動物密切相關。 它攜帶相似的基因和代謝途徑，使其成為基因剔除的良好候選者。
當細胞變得更加特化以發育成多細胞生物時，就會發生細胞分化過程。 由於基因表達的調整，可能會發生大小、形狀、代謝活動和反應性的變化。 在這個物種中，細胞多樣性和分化涉及到由細胞間相互作用在通往莖細胞或孢子細胞的途徑中做出的決定。  這些細胞的命運取決於它們的環境和模式形成。 因此，有機體是研究細胞分化的極好模型。

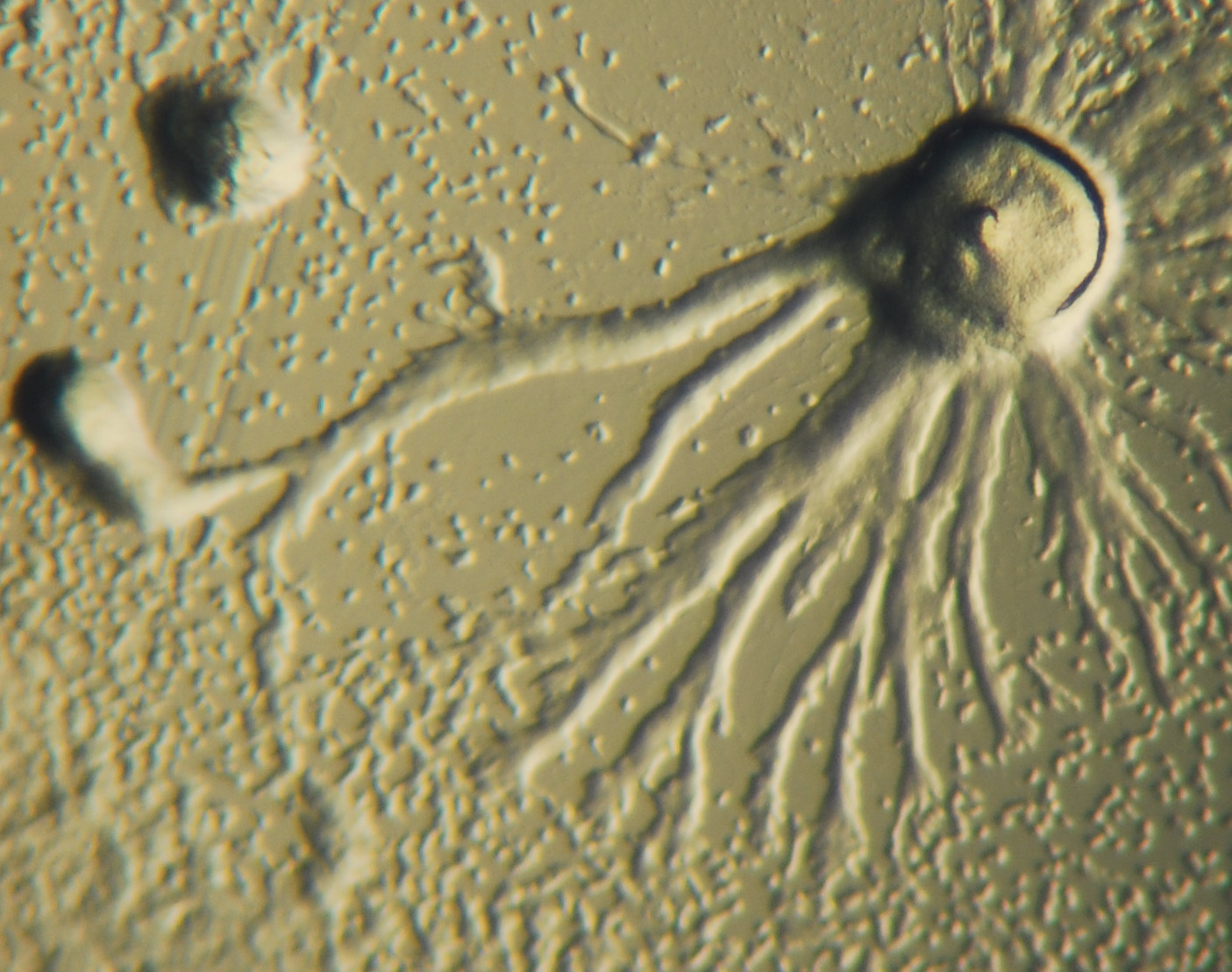
盘基网柄菌通過聚集表現出趨化性

趨化性定義為生物體沿化學濃度梯度朝向或遠離化學刺激的通道。 某些生物體在向營養供應方向移動時會表現出趨化性。 在盘基网柄菌，粘菌變形蟲將信號环腺苷酸(cAMP)分泌到細胞外，吸引其他粘菌變形蟲向源頭遷移。每個變形蟲都向中央變形蟲移動，中央變形蟲散發出最多的环腺苷酸分泌物。 然後所有變形蟲都表現出环腺苷酸的分泌，並要求它們開始聚集。 這些化學物質排放和變形蟲運動每6分鐘發生一次。 變形蟲向濃度梯度移動60秒後停止，直到下一次分泌物發出。 單個細胞的這種行為往往會在一群細胞中引起振盪，並且不同环腺苷酸濃度的化學波以螺旋狀傳播通過該群:174–175。
數學生物學家 Thomas Höfer 和 Martin Boerlijst 發現了一套優雅的數學方程，可以再現盘基网柄菌的螺旋和流動模式。 數學生物學家 Cornelis J. Weijer 已經證明，類似的方程可以模擬它的運動。 這些模式的方程主要受變形蟲種群密度、环腺苷酸產生速率、和個體變形蟲對环腺苷酸敏感性的影響。 螺旋形圖案是由位於菌落中心的變形蟲形成的，它們在發出环腺苷酸波時旋轉。
使用环腺苷酸作為趨化劑尚未在任何其他生物體中確立。 在發育生物學中，這是易於理解的趨化性示例之一，這對於理解人類炎症、關節炎、哮喘、淋巴細胞運輸和軸突引導非常重要。 吞噬作用用於免疫監視和抗原呈遞，而細胞類型確定、細胞分选、和模式形成是胚胎發生（embryogenesis）的基本特徵，可以用這些生物進行研究。
然而，請注意，對於多細胞階段的集體細胞遷移，环腺苷酸振盪可能不是必需的。 一項研究發現，环腺苷酸介導的信號在盘基网柄菌的多細胞階段從傳播波變為穩定狀態。

## 基因組
盤基網柄菌基因組測序項目由國際合作機構於2005年完成並發表。 這是第一個被完全測序的自由生活的原生動物基因組。 盤基網柄菌由一個34-Mb的單倍體基因組組成，其鹼基組成為 77% [A+T]，並包含編碼約12,500種蛋白質的六個染色體。 盤基網柄菌基因組的測序為其細胞和發育生物學提供了更複雜的研究。

## 外部連結
- （英文）Model Organisms for Biomedical Research: Dictyostelium discoideum （页面存档备份，存于）
- （英文）D. discoideum at MetaMicrobe: taxonomy, facts, ontologies, and references